# Copa Libertadores féminine 2024
Navigation
Édition précédente Édition suivante
La Copa Libertadores féminine 2024 est la 16e édition de la Copa Libertadores féminine, une compétition inter-clubs sud-américaine de football féminin organisée par la Confédération sud-américaine de football (CONMEBOL). Elle se déroule du 3 au 19 octobre 2024 au Paraguay, et oppose seize clubs des différents championnats sud-américains de la saison précédente. Les Brésiliennes de Corinthians défendent leur titre.

## Format
La compétition débute par une phase de groupes où les 16 équipes sont réparties en quatre poules. Les équipes de chaque groupe se rencontrent toutes une seule fois, les deux meilleures équipes de chaque groupe se qualifiant pour les quarts de finale. À partir des quarts de finale, les équipes jouent une phase à élimination directe.

## Pays hôte
Alors que la CONMEBOL désigne l'Uruguay en février 2024 pour accueillir la compétition, elle annonce finalement le 29 août, à 35 jours du premier match, que le pays hôte sera finalement le Paraguay. Cette décision modifie également la liste des participants, puisque le Nacional, qui bénéficiait du ticket supplémentaire attribué au pays hôte, est remplacé par le Libertad.

## Participants
Le nombre de seize équipes participantes est déterminé comme suit :
- Les champions nationaux des dix associations de la CONMEBOL
- Le tenant du titre
- Un club additionnel attribué à la fédération organisatrice, ici le Paraguay
- Un club additionnel attribué aux fédérations ayant eu les meilleurs résultats lors des saisons précédentes : Brésil, Chili, Colombie et Paraguay.

| Pays      | Équipe                           | Qualification                            | Part. | Meilleur résultat                      |
| --------- | -------------------------------- | ---------------------------------------- | ----- | -------------------------------------- |
| Argentine | Boca Juniors                     | Championnes d'Argentine 2023             | 9e    | Finaliste (2022)                       |
| Bolivie   | Always Ready                     | Championnes de Bolivie 2024              | 3e    | Phase de groupes                       |
| Brésil    | Corinthians                      | Tenantes du titre 2023                   | 7e    | Championnes (2017, 2019, 2021 et 2023) |
| Brésil    | Ferroviária                      | Vice-championnes du Brésil 2023          | 7e    | Championnes (2015, 2020)               |
| Brésil    | Santos                           | Troisièmes du championnat du Brésil 2023 | 4e    | Championnes (2010)                     |
| Chili     | Colo-Colo                        | Championnes du Chili 2023                | 11e   | Championnes (2012)                     |
| Chili     | Santiago Morning                 | Vice-championnes du Chili 2023           | 5e    | Quarts de finale (2019, 2020 et 2022)  |
| Colombie  | Deportivo Cali                   | Championnes de Colombie 2024             | 3e    | 4e place (2022)                        |
| Colombie  | Independiente Santa Fe           | Vice-championnes de Colombie 2024        | 5e    | Finaliste (2021)                       |
| Équateur  | Dragonas Independiente del Valle | Championnes d'Équateur 2024              | 2e    | Phase de groupes                       |
| Paraguay  | Club Olimpia                     | Championnes du Paraguay 2024             | 3e    | Quarts de finale (2023)                |
| Paraguay  | Guaraní                          | Vice-championnes du Paraguay 2024        | 1re   |                                        |
| Paraguay  | Libertad Limpeño                 |                                          | 7e    | Championnes (2016)                     |
| Pérou     | Alianza Lima                     | Championnes du Pérou 2024                | 3e    | Quarts de finale (2021)                |
| Uruguay   | Peñarol                          | Championnes d'Uruguay 2023               | 4e    | Phase de groupes                       |
| Venezuela | ADIFFEM                          | Championnes du Venezuela 2024            | 1re   |                                        |

## Compétition

### Phase de groupes

#### Groupe A
| Rang | Équipe       | Pts | J | G | N | P | Bp | Bc | Diff |  | Résultats (▼ dom., ► ext.) |  |     |     |     |
| ---- | ------------ | --- | - | - | - | - | -- | -- | ---- |  | -------------------------- |  | --- | --- | --- |
| 1    | Corinthians  | 7   | 3 | 2 | 1 | 0 | 11 | 1  | +10  |  | Corinthians                |  | 0-0 | 3-1 | 8-0 |
| 2    | Boca Juniors | 7   | 3 | 2 | 1 | 0 | 4  | 1  | +3   |  | Boca Juniors               |  |     | 1-0 | 3-1 |
| 3    | Libertad     | 3   | 3 | 1 | 0 | 2 | 2  | 4  | -2   |  | Libertad                   |  |     |     | 1-0 |
| 4    | ADIFFEM      | 0   | 3 | 0 | 0 | 3 | 1  | 12 | -11  |  | ADIFFEM                    |  |     |     |     |

#### Groupe B
| Rang | Équipe       | Pts | J | G | N | P | Bp | Bc | Diff |  | Résultats (▼ dom., ► ext.) |  |     |     |     |
| ---- | ------------ | --- | - | - | - | - | -- | -- | ---- |  | -------------------------- |  | --- | --- | --- |
| 1    | Santos       | 9   | 3 | 3 | 0 | 0 | 10 | 2  | +8   |  | Santos                     |  | 4-2 | 1-0 | 5-0 |
| 2    | Olimpia      | 6   | 3 | 2 | 0 | 1 | 7  | 5  | +2   |  | Olimpia                    |  |     | 2-1 | 3-0 |
| 3    | Colo-Colo    | 3   | 3 | 1 | 0 | 2 | 7  | 3  | +4   |  | Colo-Colo                  |  |     |     | 6-0 |
| 4    | Always Ready | 0   | 3 | 0 | 0 | 3 | 0  | 14 | -14  |  | Always Ready               |  |     |     |     |

#### Groupe C
| Rang | Équipe                 | Pts | J | G | N | P | Bp | Bc | Diff |  | Résultats (▼ dom., ► ext.) |  |     |     |     |
| ---- | ---------------------- | --- | - | - | - | - | -- | -- | ---- |  | -------------------------- |  | --- | --- | --- |
| 1    | Independiente Santa Fe | 5   | 3 | 1 | 2 | 0 | 2  | 1  | +1   |  | Independiente Santa Fe     |  | 1-0 | 1-1 | 0-0 |
| 2    | Dragonas IDV           | 4   | 3 | 1 | 1 | 1 | 3  | 2  | +1   |  | Dragonas IDV               |  |     | 1-1 | 2-0 |
| 3    | Ferroviária            | 3   | 3 | 0 | 3 | 0 | 4  | 4  | 0    |  | Ferroviária                |  |     |     | 2-2 |
| 4    | Peñarol                | 2   | 3 | 0 | 2 | 1 | 2  | 4  | -2   |  | Peñarol                    |  |     |     |     |

#### Groupe D
| Rang | Équipe           | Pts | J | G | N | P | Bp | Bc | Diff |  | Résultats (▼ dom., ► ext.) |  |     |     |     |
| ---- | ---------------- | --- | - | - | - | - | -- | -- | ---- |  | -------------------------- |  | --- | --- | --- |
| 1    | Deportivo Cali   | 9   | 3 | 3 | 0 | 0 | 8  | 2  | +6   |  | Deportivo Cali             |  | 2-1 | 4-0 | 2-1 |
| 2    | Alianza Lima     | 6   | 3 | 2 | 0 | 1 | 6  | 2  | +4   |  | Alianza Lima               |  |     | 2-0 | 3-0 |
| 3    | Santiago Morning | 3   | 3 | 1 | 0 | 2 | 5  | 7  | -2   |  | Santiago Morning           |  |     |     | 5-1 |
| 4    | Guaraní          | 0   | 3 | 0 | 0 | 3 | 2  | 10 | -8   |  | Guaraní                    |  |     |     |     |

### Élimination directe
|  | Quarts de finale | Quarts de finale       | Quarts de finale       | Quarts de finale       |                        |                        | Demi-finales | Demi-finales | Demi-finales                  | Demi-finales                  |                               |                               | Finale | Finale | Finale | Finale |
|  |                  |                        |                        |                        |                        |                        |              |              |                               |                               |                               |                               |        |        |        |        |
|  |                  |                        |                        |                        |                        |                        |              |              |                               |                               |                               |                               |        |        |        |        |
|  |                  |                        |                        |                        |                        |                        |              |              |                               |                               |                               |                               |        |        |        |        |
|  | 1A               | Corinthians            | 2                      | 2                      |                        |                        |              |              |                               |                               |                               |                               |        |        |        |        |
|  | 1A               | Corinthians            | 2                      | 2                      |                        |                        |              |              |                               |                               |                               |                               |        |        |        |        |
|  | 2B               | Olimpia                | 0                      | 0                      |                        |                        |              |              |                               |                               |                               |                               |        |        |        |        |
|  | 2B               | Olimpia                | 0                      | 0                      | Corinthians            | Corinthians            | 1            | 1            |                               |                               |                               |                               |        |        |        |        |
|  |                  |                        |                        |                        | Corinthians            | Corinthians            | 1            | 1            |                               |                               |                               |                               |        |        |        |        |
|  |                  |                        | Boca Juniors           | Boca Juniors           | 0                      | 0                      |              |              |                               |                               |                               |                               |        |        |        |        |
|  | 1B               | Santos                 | Boca Juniors           | Boca Juniors           | 0                      | 0                      | 0 (2)        | 0 (2)        |                               |                               |                               |                               |        |        |        |        |
|  | 1B               | Santos                 |                        |                        |                        |                        |              | 0 (2)        |                               |                               |                               |                               |        |        |        |        |
|  | 2A               | Boca Juniors           | 0 (4)                  | 0 (4)                  |                        |                        |              |              |                               |                               |                               |                               |        |        |        |        |
|  | 2A               | Boca Juniors           | 0 (4)                  | 0 (4)                  | Corinthians            | Corinthians            | 2            | 2            |                               |                               |                               |                               |        |        |        |        |
|  |                  |                        |                        |                        | Corinthians            | Corinthians            | 2            | 2            |                               |                               |                               |                               |        |        |        |        |
|  |                  |                        | Independiente Santa Fe | Independiente Santa Fe | 0                      | 0                      |              |              |                               |                               |                               |                               |        |        |        |        |
|  | 1C               | Independiente Santa Fe | Independiente Santa Fe | Independiente Santa Fe | 0                      | 0                      | 2            | 2            |                               |                               |                               |                               |        |        |        |        |
|  | 1C               | Independiente Santa Fe |                        |                        |                        |                        |              |              |                               |                               |                               |                               |        |        |        |        |
|  | 2D               | Alianza Lima           | 0                      | 0                      |                        |                        |              |              |                               |                               |                               |                               |        |        |        |        |
|  | 2D               | Alianza Lima           | 0                      | 0                      | Independiente Santa Fe | Independiente Santa Fe | 1 (4)        | 1 (4)        | Match pour la troisième place | Match pour la troisième place | Match pour la troisième place | Match pour la troisième place |        |        |        |        |
|  |                  |                        |                        |                        | Independiente Santa Fe | Independiente Santa Fe | 1 (4)        | 1 (4)        | Match pour la troisième place | Match pour la troisième place | Match pour la troisième place | Match pour la troisième place |        |        |        |        |
|  |                  |                        | Dragonas IDV           | Dragonas IDV           | 1 (2)                  | 1 (2)                  |              |              |                               |                               |                               |                               |        |        |        |        |
|  | 1D               | Deportivo Cali         | Dragonas IDV           | Dragonas IDV           | 1 (2)                  | 1 (2)                  | 0            | 0            |                               |                               |                               |                               |        |        |        |        |
|  | 1D               | Deportivo Cali         |                        |                        |                        |                        |              | 0            |                               |                               | Boca Juniors                  | Boca Juniors                  | 2      | 2      |        |        |
|  | 2C               | Dragonas IDV           | 3                      | 3                      |                        |                        |              |              |                               |                               | Boca Juniors                  | Boca Juniors                  | 2      | 2      |        |        |
|  | 2C               | Dragonas IDV           | 3                      | 3                      | Dragonas IDV           | Dragonas IDV           | 0            | 0            |                               |                               |                               |                               |        |        |        |        |
|  |                  |                        |                        |                        |                        |                        |              |              |                               |                               |                               |                               |        |        |        |        |

( ) = Tirs au but

#### Quarts de finale
| 12 octobre 2024 | Corinthians                         | 2 - 0   | Olimpia | CARFEM (es) (Ypané) |  |
| 17h             | Gabi Zanotti 50e · Millene (en) 52e | (2 - 0) |         |                     |  |

| 12 octobre 2024 | Santos | 0 - 0   | Boca Juniors | CARFEM (es) (Ypané) |  |
| 20h             |        | (0 - 0) |              |                     |  |

| 13 octobre 2024 | Independiente Santa Fe                     | 2 - 0   | Alianza Lima | Estadio Arsenio Erico (en) (Asunción) |  |
| 17h             | Natalia Gaitán 22e · Karla Torres (en) 40e | (2 - 0) |              |                                       |  |

| 13 octobre 2024 | Deportivo Cali | 0 - 3   | Dragonas IDV                    | Estadio Arsenio Erico (en) (Asunción) |  |
| 20h             |                | (0 - 2) | 26e 29e 74e Nayely Bolaños (en) |                                       |  |

#### Demi-finales
| 15 octobre 2024 | Corinthians      | 1 - 0   | Boca Juniors | Estadio General Adrián Jara (es) (Luque) |  |
| 17h             | Gabi Zanotti 59e | (0 - 0) |              |                                          |  |

| 16 octobre 2024 | Independiente Santa Fe      | 1 - 1   | Dragonas IDV     | Estadio General Adrián Jara (es) (Luque) |  |
| 17h             | María Camila Reyes (en) 29e | (1 - 1) | 2e Claudia Roldá |                                          |  |

#### Finale et match pour la troisième place
| Match pour la 3e place | Boca Juniors                                      | 2 - 0   | Dragonas IDV | Estadio General Adrián Jara (es) (Luque) |  |
| 19 octobre 2024 15h45  | Kishi Nuñez (es) 14e · Vanina Preininger (es) 24e | (2 - 0) |              |                                          |  |

| Finale              | Corinthians                   | 2 - 0   | Independiente Santa Fe | Estadio General Adrián Jara (es) (Luque) |  |
| 16 octobre 2024 20h | Victória (en) 17e · Érika 65e | (1 - 0) |                        |                                          |  |

### Statistiques individuelles
|    | Joueuse             | Club         | Buts |
| -- | ------------------- | ------------ | ---- |
| 1. | Gabi Zanotti        | Corinthians  | 5    |
| 2. | Nayely Bolaños (en) | Dragonas IDV | 4    |
| 2. | Ketlen Wiggers      | Santos       | 4    |
| 4. | Eudimilla           | Corinthians  | 3    |
| 4. | Adriana Lúcar (es)  | Alianza Lima | 3    |
| 4. | Amada Peralta       | Olimpia      | 3    |

|    | Joueuse      | Club    | P.d. |
| -- | ------------ | ------- | ---- |
| 1. | Vanessa Arce | Olimpia | 2    |